# Tuenti
Туенти технологије (енгл. Tuenti Technologies, S.L.U.) оператер је мобилне виртуелне мреже са брендом Туенти у чијем је власништву Телефоника. Компанија има седиште у Шпанији. Настала је 2006. године као сервис за друштвено умрежавање и постала најпопуларнија друштвена мрежа међу омладином у Шпанији између 2009. и 2012. године, са преко 15 милиона регистрованих корисника, због чега је прозвана „шпанским Фејсбуком”.
Тренутно, у Шпанији, Туенти нуди услуге мобилне телефоније доступне било где на било којем уређају, због чега је доступан преко система клауд. У Латинској Америци, Туенти нуди свој бренд преко огранака Телефонике. Туенти нуди бесплатне VoIP позиве и инстант размену порука преко своје апликације за поруке.